# Glacier Mariotte
Le glacier Mariotte est un glacier secondaire – rattaché au glacier Cook – des îles Kerguelen dans les Terres australes et antarctiques françaises. Il est situé à l'ouest de la Grande Terre.

## Toponymie
Le nom du glacier a été donné en 1908 par le navigateur et explorateur Raymond Rallier du Baty afin de rendre hommage au physicien français, l'abbé Edme Mariotte.

## Géographie
Le glacier Mariotte est un glacier émissaire situé à l'ouest du glacier Cook et accolé au glacier Cauchy juste au nord dont il se distingue peu. Long d'environ 2,4 km, exposé à l'ouest, sa fonte alimente historiquement le lac du Val Mort, mais son recul a créé un premier lac proglaciaire (non nommé) avec un émissaire intermédiaire.